# Darío Campagna
Darío Campagna (Rosario, Argentina, 2 de febrero de 1962-Armenia, Colombia, 25 de enero de 1999) fue un futbolista argentino. Debutó en Rosario Central y luego se destacó en Deportes Quindío de Colombia. Ya retirado y dedicado a la representación de futbolistas, falleció durante el terremoto de la ciudad de Armenia en 1999.

## Carrera
Campagna debutó durante la disputa del Metropolitano 1982; en su segundo partido, le marcó dos goles a Unión de Santa Fe. Se destacó por ser un mediocampista con gol; en 60 partidos convirtió 11 tantos. El más destacado de ellos fue ante Newell's Old Boys, cuando en el clásico rosarino disputado 14 de mayo de 1983, marcó el primero de los goles de su equipo que venció 2-0 y eliminó a su eterno rival en octavos de final del Nacional 1983.
En 1985 emigró al fútbol colombiano, donde disputó tres temporadas con Deportes Quindío. Luego de un breve paso por Millonarios de Bogotá, retornó a Argentina. Vistió primeramente la casaca de Talleres de Córdoba, para cerrar luego su carrera en el fútbol marplatense, disputando torneos regionales con Kimberley, Deportivo Norte y Alvarado.
En 1999, dedicado a la representación de futbolistas, había acercado a Diego Montenegro y Rubén Bihurriet a Deportes Quindío, por lo que se encontraba en la ciudad de Armenia en ese enero en el que se produjo un terremoto que cobró centenares de vidas, entre ellas las de Campagna y sus representados.

## Clubes
| Club                             | País      | Año       |
| -------------------------------- | --------- | --------- |
| Rosario Central                  | Argentina | 1982-1984 |
| Deportes Quindío                 | Colombia  | 1985-1988 |
| Millonarios                      | Colombia  | 1989      |
| Talleres (Córdoba)               | Argentina | 1990-1991 |
| Kimberley                        | Argentina | 1992-1993 |
| Deportivo Norte de Mar del Plata | Argentina | 1993-1994 |
| Alvarado                         | Argentina | 1994-1995 |